# クルーズフェリー飛龍21

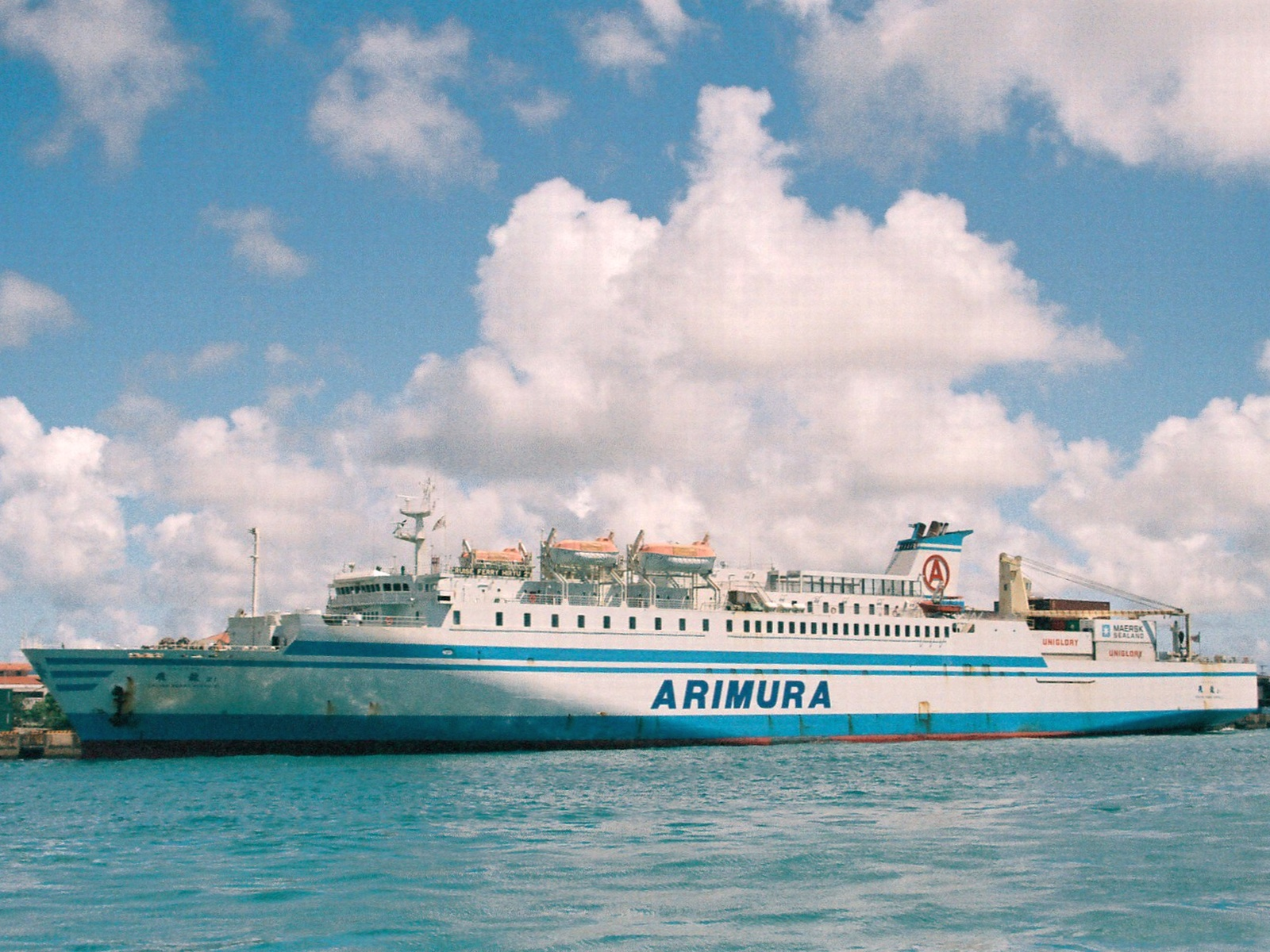
2003年9月、石垣港にて

クルーズフェリー飛龍21（クルーズフェリーひりゅうにじゅういち）は、かつて有村産業とマルエーフェリーが運航していたRO-ROフェリーである。

## 歴史
船舶整備公団（現・鉄道建設・運輸施設整備支援機構）の資金により、三菱重工業下関造船所で建造され、「クルーズフェリー飛龍」の準同型船として1996年3月に竣工。那覇港 - 平良港（宮古島） - 石垣港（石垣島） - 台湾を結ぶ航路で運航されていた飛龍3の代替船として建造された。
有村産業は1999年6月23日に会社更生法を適用したものの2008年6月23日に更生手続き廃止に伴い名古屋 - 台湾航路も運航休止。本船の所有権は共有船主の鉄道建設・運輸施設整備支援機構に移り、僚船のクルーズフェリー飛龍・フェリー海龍とともに売却先決定まで広島県の常石造船に係留された。
2010年1月に奄美市に本社を置くマルエーフェリーが本船を購入、新笠戸ドックでキャビンなどの改修を行ったのち、海難事故により廃船となった「フェリーありあけ」の代替船として同年3月18日より東京 - 那覇航路に就航した。燃料費の高騰や格安航空会社の参入で旅客需要が低迷していることから、2014年12月4日東京発同6日那覇着（悪天候のため出航が24時間遅れ、5日東京発同7日那覇着で運航）の便をもって、同航路のフェリーでの運航を休止し、後継のRO-RO船「琉球エクスプレス2」に交代した。
本船は日本国外に売却されパナマ船籍となり、名称を「BIRYONG」に改めた。現在では韓国の大仁フェリーが所有し、仁川 - 大連航路に就航している。

## 航路
有村産業当時
- 名古屋港 - 大阪港 - 那覇港 - 平良港（宮古島） - 石垣港（石垣島） - 基隆港（台湾） - 那覇港 - 石垣港 - 平良港 - 那覇港 - 名古屋港
- 名古屋港 - 大阪港 - 那覇港 - 平良港 - 石垣港 - 高雄港（台湾） - 那覇港 - 名古屋港

マルエーフェリー当時
- 東京港（有明） - 志布志港 - 名瀬港 - 那覇新港

## 構造
車両甲板へのランプウェイおよび旅客乗降用のタラップはいずれも右舷側に設けられている。旅客が利用可能なフロアは、ロビーのある5階（レセプションデッキ）、6階（プロムナードデッキ）、7階（パノラマデッキ）の3フロアで、マルエーフェリー当時の客室はいずれも5階にあり、1等（定員2名）が2室、2等洋室（定員4名）が13室、2等寝台（定員2名）が18室で、旅客定員92名である。有村産業当時に使用されていた6階のツーリストキャビンは、マルエー売却後は使用されなかった。船内レストランは朝食・昼食・夕食時に営業し、オリオンビールや冷凍食品の自動販売機も稼働していた。バーは営業していなかったものの、読書室として自由に使用することができた。シャワー室も終日無料で利用可能であった。

## 船内
7階「パノラマデッキ」
- サンデッキ

6階「プロムナードデッキ」
- 2等寝台「ツーリストキャビン」(2段ベッド・180名 マルエーフェリー時代は「船員居住区」)
- サンセットデッキ

5階「レセプションデッキ」
- 1等室「インサイドキャビン」（マルエーフェリー時代は「2等洋室」）
- 1等室「アウトサイドキャビン」（マルエーフェリー時代は「2等寝台」）
- 特等室「スイートキャビン」（マルエーフェリー時代は「1等室」）
- 和室
- 案内所「レセプションホール」
- 展望カフェバー「キャプテンズサロン」
- イベントホール「レキオグランデ」
- プロムナード
- レストラン「セブンシーズダイニング」
- 特別レストラン「飛龍クラブラウンジ」
- バー「飛龍」
- ゲームコーナー「アミューズメントコーナー」（マルエーフェリー時代は「喫煙コーナー」）
- ショップ「まりんまりん」
- シャワールーム

## ギャラリー

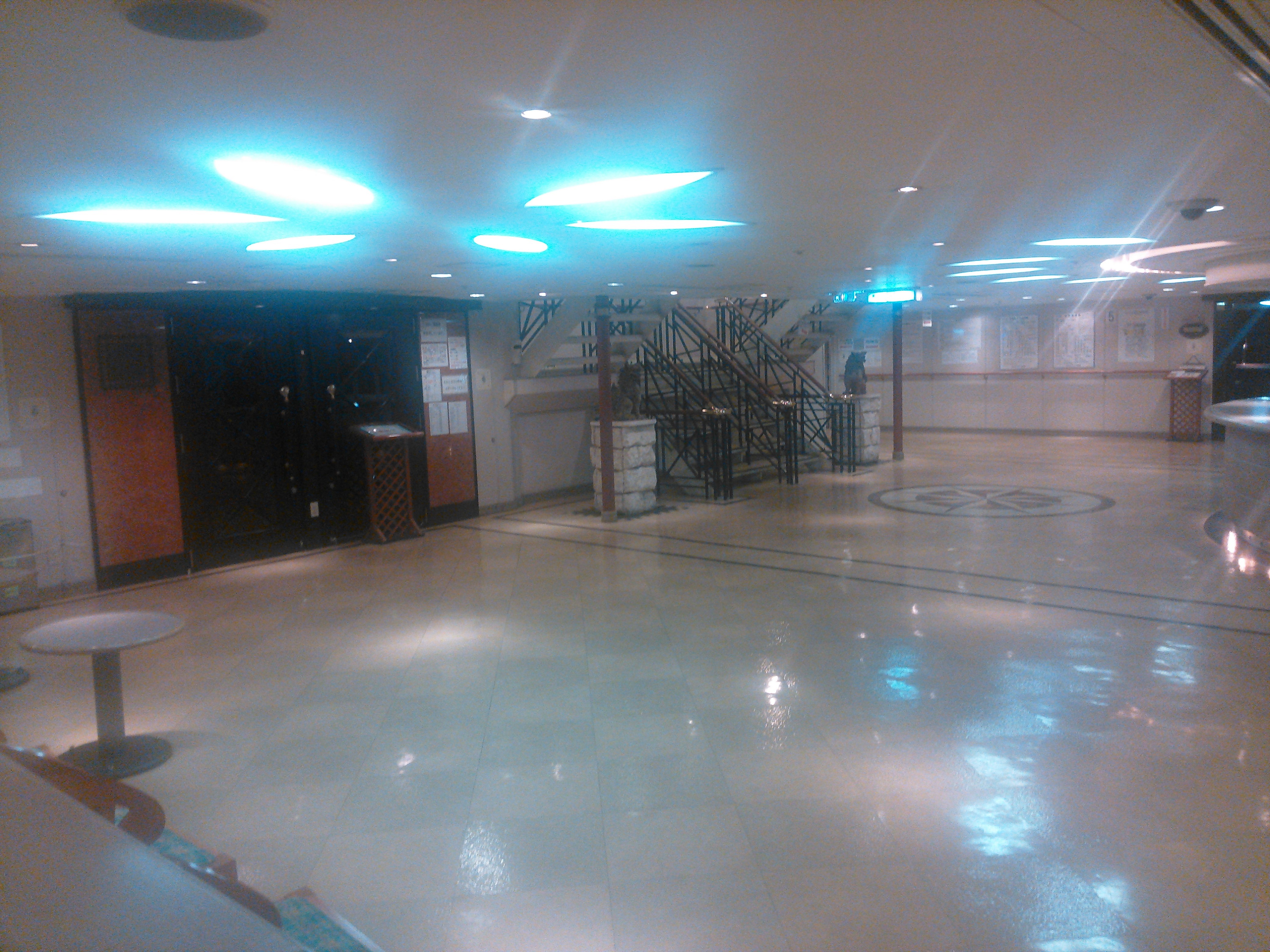
ロビー
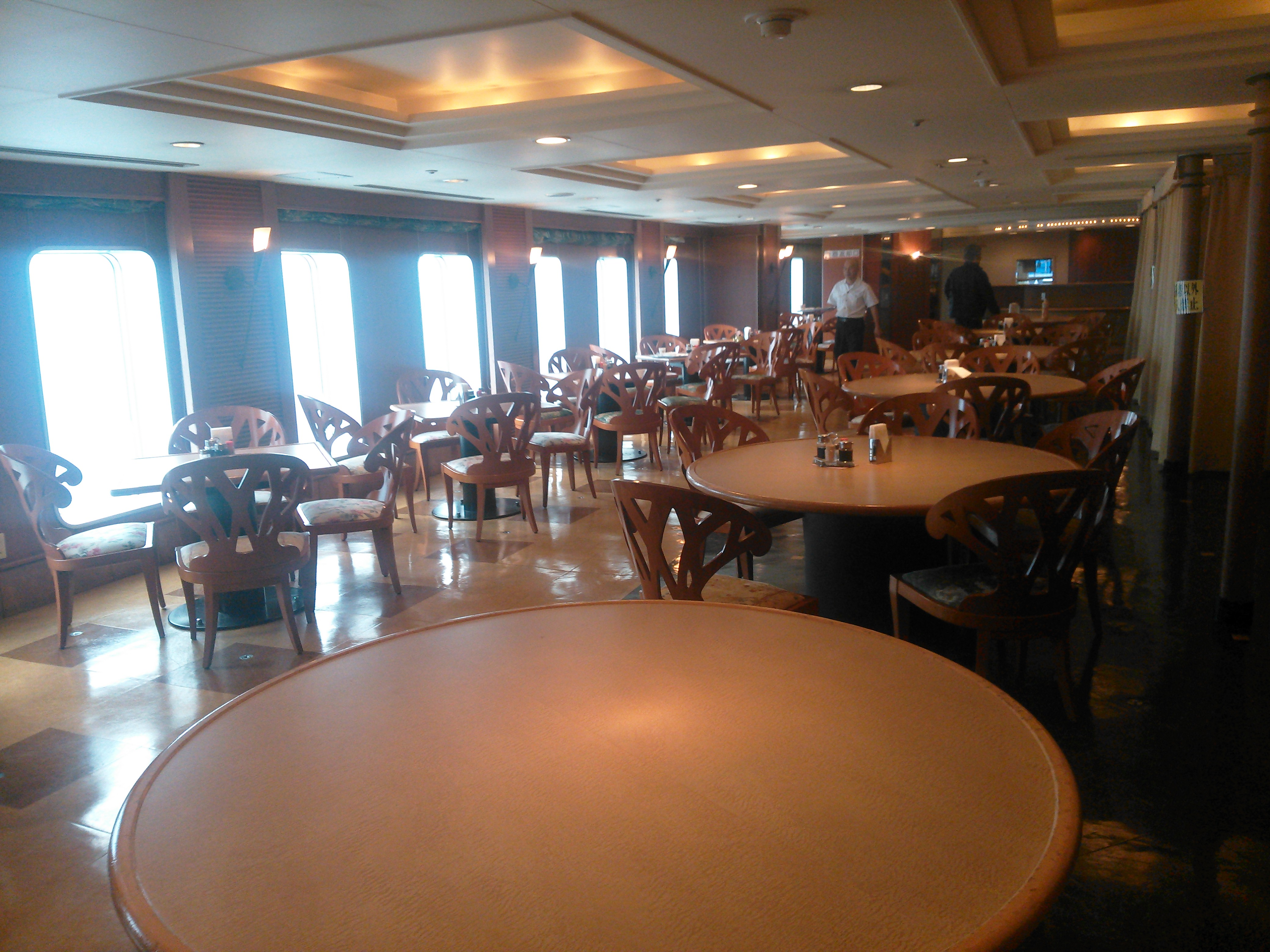
レストラン
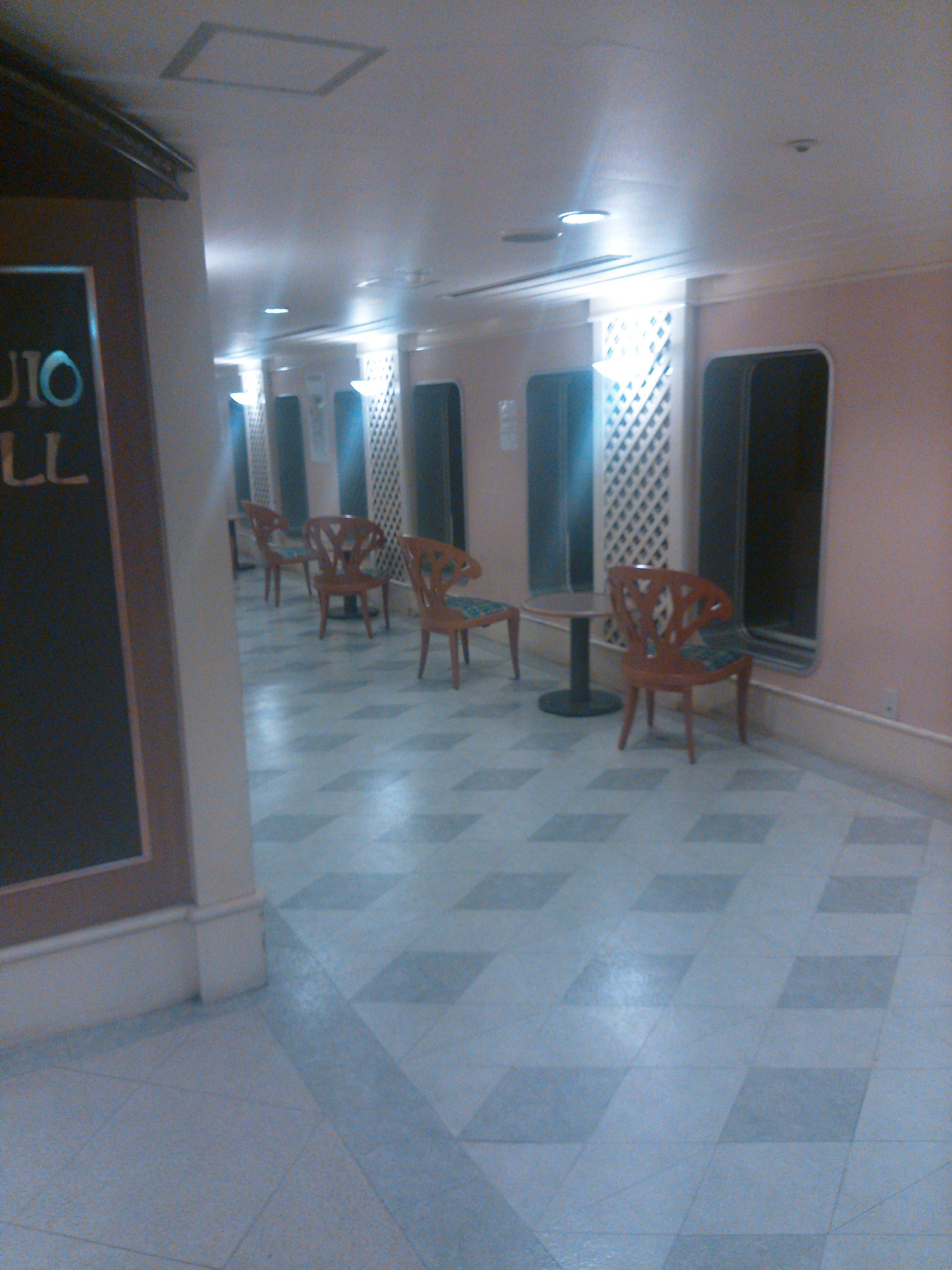
プロムナード
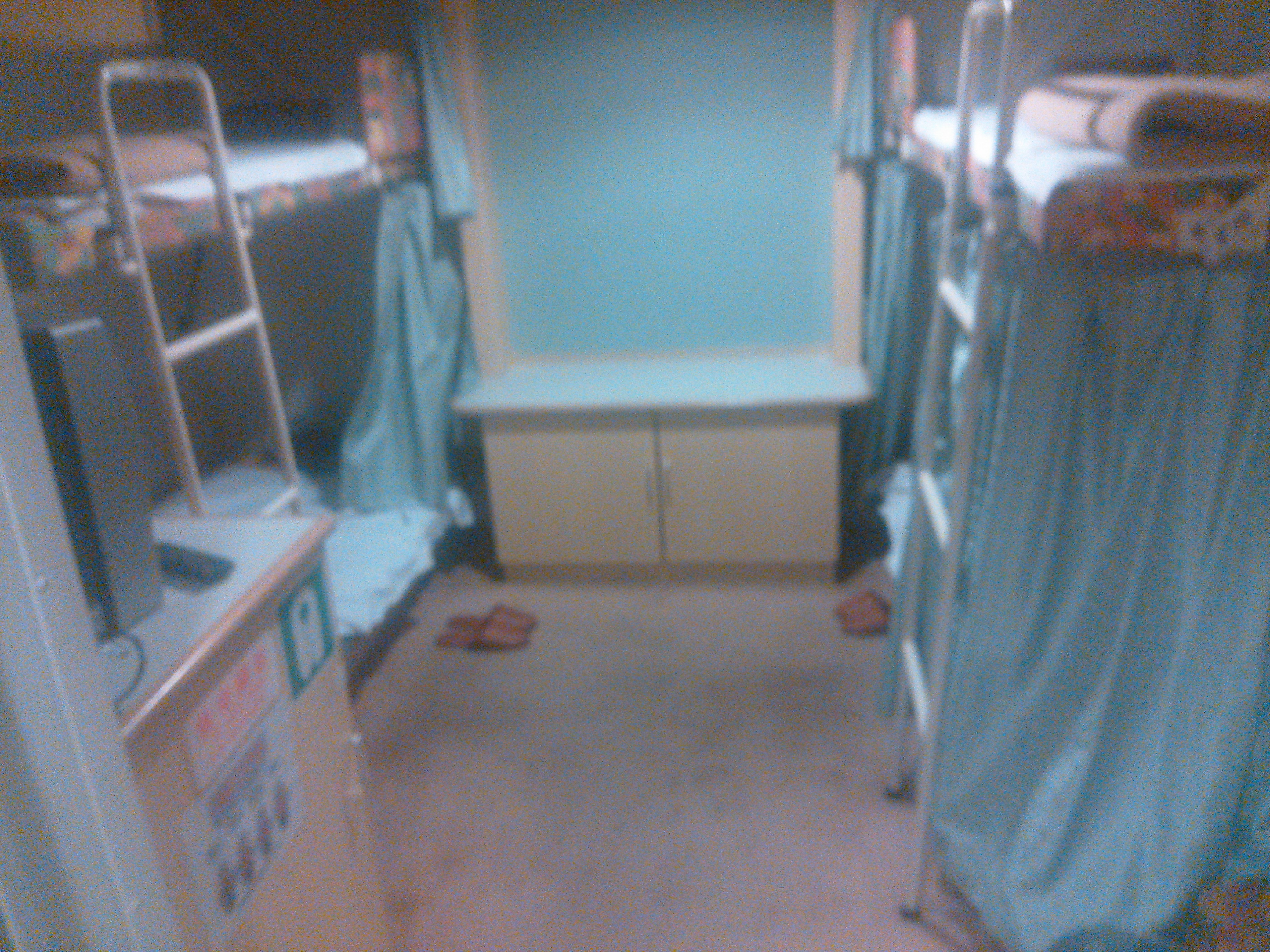
二等洋室
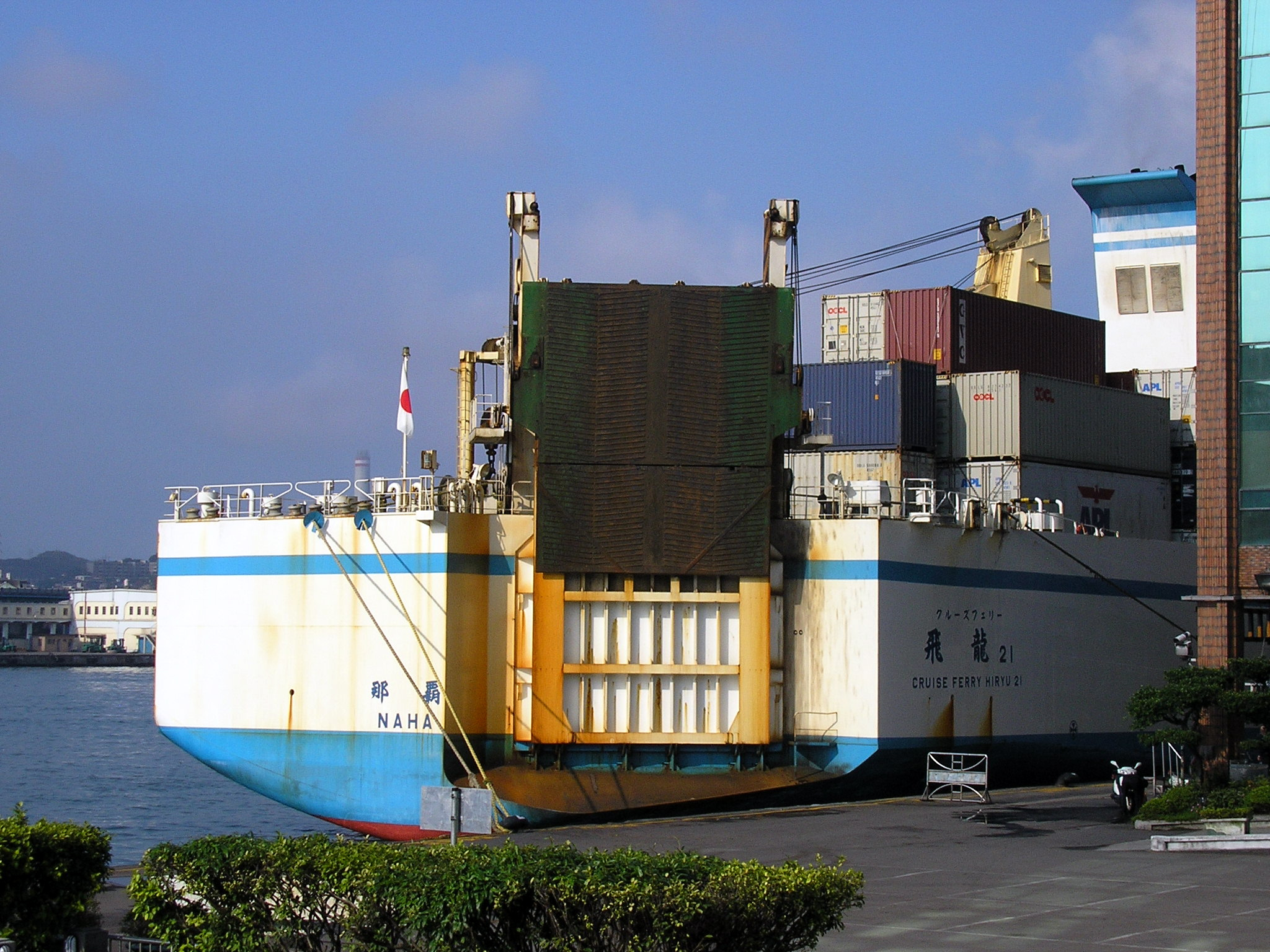
前部ランプウェイ